# 普里沃尔日斯基 (马里埃尔共和国)
普里沃尔日斯基（羅馬化：Privolzhskiy）是俄罗斯马里埃尔共和国的市级镇，属伏尔加斯克区，地处马里埃尔共和国南部，在区行政中心伏尔加斯克东北、共和国首府约什卡尔奥拉东南方，靠近该共和国与鞑靼斯坦共和国的边界。
该地2021年人口有3,779人；2010年人口4,159；2002年人口4,161；1989年人口3,795。